# Probsteiburg
Die Probsteiburg ist eine Siedlung und Werkstatt für behinderte Menschen in der Gemarkung von Immenrode, Ortsteil der Stadt Goslar.

## Geografie
Die Probsteiburg ist unmittelbar nördlich der Oker gelegen, die in ihrem Umland eine charakteristische, durch Schotter geprägte Landschaft – das Steinfeld – erschaffen hat. Die Kiesteiche am östlichen Okerufer (dem Galm) zeugen von der Reichhaltigkeit der Böden an Gesteinen; das Gebiet ist als Okertal südlich Vienenburg als Naturschutzgebiet ausgewiesen, Feldwege führen ins Areal hinein.
Das Werk liegt unmittelbar an der Südgrenze der Immenröder Gemarkung, die südöstlich der Oker in die Harlingeröder Gemarkung und damit in das Gebiet der Stadt Bad Harzburg übergeht. Es stellte nie eine geopolitisch eigenständige Einheit dar.
| Hahndorf                        | Immenrode, Weddingen                        | Vienenburg, Wöltingerode    |
| Goslar (Jürgenohl, Ohlhof)      | Kompassrose, die auf Nachbargemeinden zeigt | Westerode, Radauanger       |
| Goslar (Innenstadt, Sudmerberg) | Oker                                        | Bad Harzburg (Harlingerode) |

### Verkehr
Durch die Probsteiburg verläuft die Kreisstraße K 25 (Immenrode – Harlingerode). Sie verbindet die unmittelbar nördlich verlaufende Bundesstraße 241 (Hohenwepel bei Warburg – Goslar – Vienenburg) mit der Landesstraße L 518 (Oker – Vienenburg). Südöstlich der Probsteiburg befindet sich die Abfahrt GS-Oker der autobahnähnlichen, vierspurigen Bundesstraße 6, die in östlicher Richtung zur Bundesautobahn 369 führt.

## Geschichte
Die Geschichte der Probsteiburg vor der Neuzeit ist unklar. Frühe Namensformen wie „Provestingheborch“ sind überliefert, 1811 ist in einer Karte von „Probbsterburg“ die Rede. Die heutige Schreibweise etablierte sich ab 1907.
Ab dem späten 19. Jahrhundert war die Probsteiburg eine Holzstofffabrik, die durch einen Stichgraben aus der Oker betrieben wurde. Um die Jahrhundertwende ging sie an die Firma Klages in Harlingerode über. Der Holzstoffbetrieb lief bis zum Ende des Zweiten Weltkriegs.
Der Betrieb wurde nach 1945 erheblich durch die Innerdeutsche Teilung geschwächt. Die Produktion von Steppdecken stellte für die landwirtschaftlich geprägte Gemeinde Immenrode das wichtigste steuerliche Einkommen dar. In den 1950er-Jahren arbeiteten vor allem Heimatvertriebene aus Immenrode und der informellen Siedlung Steinfeld zur Gemeinde Harlingerode auf Probsteiburg. Aufgrund zu langer Transportwege und Marktsättigung meldete das Unternehmen 1970 Konkurs an.
Seit dem Frühjahr 1972 ist die Probsteiburg Sitz der Lebenshilfe Goslar.
2015 wurde in der Probsteiburg eine neue, behindertengerechte Bushaltestelle errichtet. Die Gesamtkosten beliefen sich auf rund 175.000 Euro, der Bau dauerte bis zum 20. November 2015 an.